# Circonscription d'Ambalagé
La circonscription d'Ambalagé est une des 38 circonscriptions législatives de l'État fédéré du Tigré, elle se situe dans la Zone sud. Son représentant actuel est Dagnew Belete Teklu.